# 硝子の靡風
『硝子の靡風』（ガラスのかぜ）は、日本のシンガーソングライター、KOTOKOの2枚目のオリジナルアルバムである。

## 概要
前作から今作までの期間にリリースされた楽曲のうち、「覚えてていいよ」の両A面「DuDiDuWa*lalala」、「Re-sublimity」のB面曲「agony」「Suppuration-core-」、3rdシングル「地に還る 〜on the earth〜」は未収録である。
初回限定盤と通常盤の2種類での発売であり、初回限定盤には収録曲でありタイトル曲「硝子の靡風」のミュージック・ビデオとメイキング映像が収録されている。

## チャート成績
オリコンデイリーチャートでは初登場4位にチャートインし、ウィークリーチャートで初登場6位を記録した。初動売上は33,504枚を記録し、累計47,706枚のセールスを記録した。

## 収録曲
| 全作詞: KOTOKO。 |                      |           |                  |                    |      |
| #                | タイトル             | 作詞      | 作曲             | 編曲               | 時間 |
| 1.               | 「RETRIEVE」         | KOTOKO    | 高瀬一矢         | 高瀬一矢           | 4:57 |
| 2.               | 「Wing my Way」      | KOTOKO    | 高瀬一矢         | 高瀬一矢           | 6:01 |
| 3.               | 「覚えてていいよ」   | KOTOKO    | 中沢伴行         | 中沢伴行           | 4:11 |
| 4.               | 「ため息クローバー」 | KOTOKO    | KOTOKO           | 高瀬一矢           | 5:11 |
| 5.               | 「Meconopsis」       | KOTOKO    | KOTOKO           | I've               | 6:15 |
| 6.               | 「ささくれ」         | KOTOKO    | KOTOKO           | C.G mix            | 4:50 |
| 7.               | 「琥珀」             | KOTOKO    | KOTOKO・中沢伴行 | 中沢伴行・尾崎武士 | 5:14 |
| 8.               | 「Re-sublimity」     | KOTOKO    | 高瀬一矢         | 高瀬一矢           | 5:14 |
| 9.               | 「硝子の靡風」       | KOTOKO    | KOTOKO           | 高瀬一矢           | 5:06 |
| 10.              | 「421 -a will-」     | KOTOKO    | 中沢伴行         | 中沢伴行・尾崎武士 | 4:54 |
| 11.              | 「Free Angels」      | KOTOKO    | KOTOKO           | SORMA No.1         | 4:21 |
| 12.              | 「β-粘土の惑星」     | KOTOKO    | KOTOKO           | 高瀬一矢           | 6:04 |
| 13.              | 「赤い玉、青い玉」   | KOTOKO    | KOTOKO           | 京田誠一           | 5:58 |
| 合計時間:        | 合計時間:            | 合計時間: | 合計時間:        | 68:16              |      |

| #  | タイトル                             | 作詞 | 作曲・編曲 |
| -- | ------------------------------------ | ---- | ---------- |
| 1. | 「硝子の靡風」(プロモーションビデオ) |      |            |
| 2. | 「硝子の靡風」(メイキング映像)       |      |            |

## 楽曲解説
RETRIEVE
高瀬からの明確な指示のもとに作られた曲。
原点である故郷：札幌や大切な仲間のことを胸に抱いて頑張って行こうと言う気持ちをテーマにしている。
曲中に出てくる『棕櫚（しゅろ）』とは、ヤシ科の植物の名称。
Wing my Way
TGLのRPG「ファーランドシンフォニー」オープニング曲のリミックス。I'veのアルバム「Disintegration」には別バージョンが収録されている。
2005年7月アメリカアナハイムで開催された「アニメエキスポ2005」にてテーマソングに使われた。このイベントにはKOTOKOもゲスト参加して、ライブも行なっている。
Meconopsis
タイトルはヒマラヤの青いケシの別名のことである。
ささくれ
自分の在り方に対して湧き上がってくる不安などを、チクチクと痛むささくれに例えて歌い上げた曲。
この曲の終了後、次の曲「琥珀」がノンストップで流れる。
421 -a will-
後に4thシングルとしてシングルカットされる。本人曰く、「このアルバムの裏タイトル曲」。
硝子の靡風
タイトル曲
「Anime TV」エンディングテーマ
β-粘土の惑星
タイトルは「ベタねんどのほし」と読む。
2004年のライブツアー会場限定パンフレットの付属CDに収録されていた曲。
壮大な地球の中の、ちっぽけな存在である自分を歌ったような曲。
赤い玉、青い玉
本人曰く「お盆ソング」のこと。
“死”について考え、最初のうちは涙が止まらなくなるほど、感情を込めて歌った曲。